# NGC 7533
NGC 7533 (również PGC 70778) – galaktyka spiralna (S0-a), znajdująca się w gwiazdozbiorze Ryb. Odkrył ją Albert Marth 5 października 1864 roku.